# André Hurst

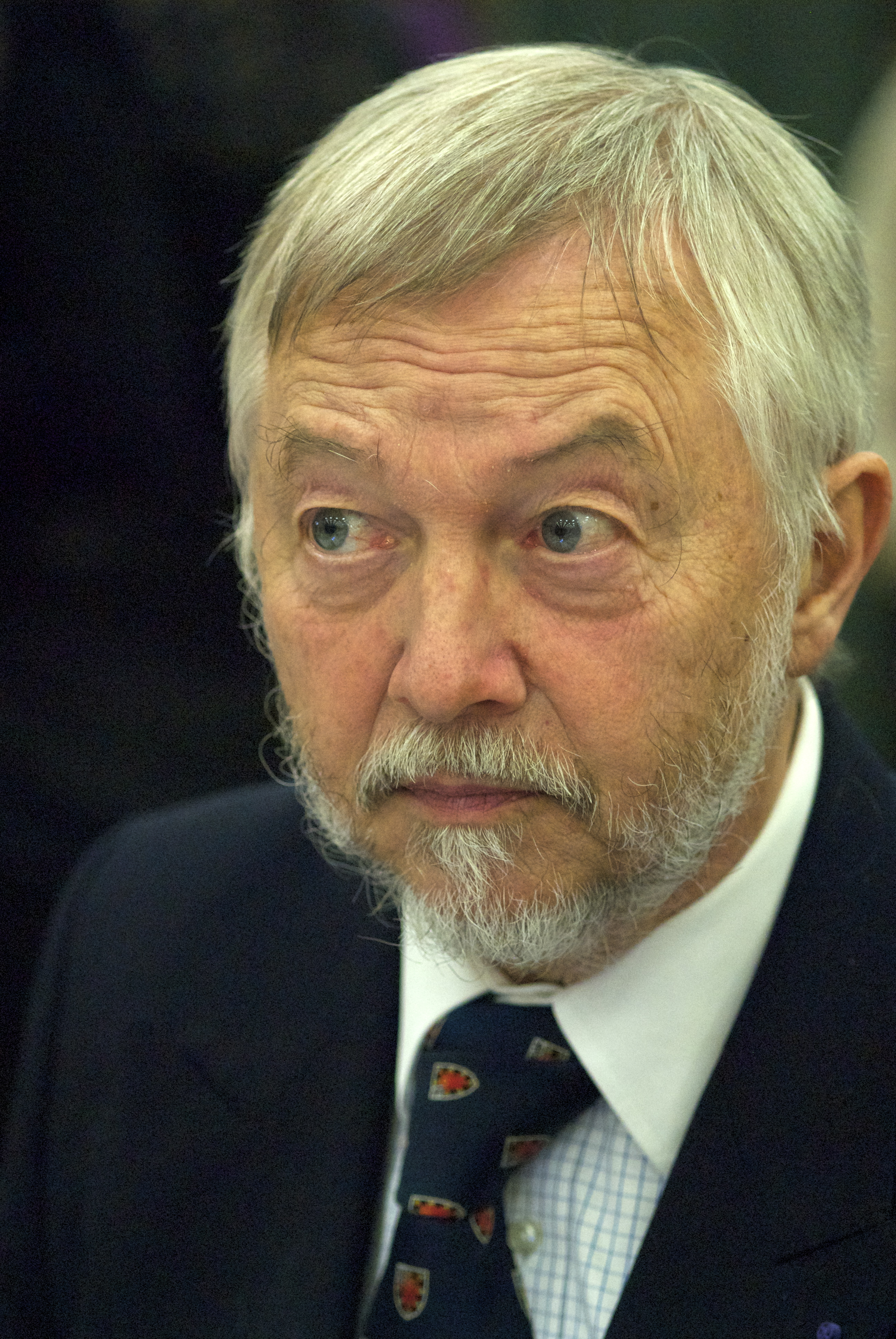
André Hurst

André Hurst (* 4. August 1940 in Genf) ist ein Schweizer Altphilologe (Gräzist) und Papyrologe.
Hurst studierte Klassische Philologie an der Universität Genf, wo er 1967 promoviert wurde. Anschliessend hielt er sich als Mitglied des Institut Suisse in Rom und im Rahmen des DAAD in München auf und vertiefte dort seine Studien. Nach Jahren als Gastprofessor in Montreal, Lausanne, Cluj-Napoca und Paris folgte er 1983 einem Ruf auf den Lehrstuhl für Griechische Philologie seiner Alma Mater Genf. Von 1986 bis 1992 war er Dekan der Philosophischen Fakultät, von 2003 bis 2007 Rektor der Universität, wofür er seine Professur abgab. Auf den Lehrstuhl wurde 2004 Paul Schubert berufen.
Zu seinen Forschungsgebieten zählen das griechische Epos (besonders Apollonios von Rhodos) und Drama (Menander, Lykophron), aber auch das Mykenische Griechisch (Linear B) und die Papyrologie. Hurst ist Mitglied der Internationalen Vereinigung der Papyrologen und erhielt 1991 die Ehrendoktorwürde der Babeș-Bolyai-Universität Cluj.